# Stenellipsis marmorata
Stenellipsis marmorata là một loài bọ cánh cứng trong họ Cerambycidae.